# Poitiers-i Szent Hilár
Poitiers-i Hilár (latin: Hilarius Pictaviensis) egyházi nevén Poitiers-i Szent Hilár, a nyelvújításkor keletkezett, de ma már nem használt nevén Szent Vidor, (Pictavium, ma Poitiers, Franciaország, kb. 315 – Pictavium, 367. november 1.): latinul alkotó ókeresztény író, egyháztanító az egyházatyák egyike.

## Élete
Gazdag pogány családból származott, szülővárosában retorikai és filozófiai tanulmányokat végzett, és görögül is megtanult. Miután feleségével és lányával, Szent Abrával keresztény hitre tért, 350-ben Pictavium püspökévé választották (a kötelező nőtlenséget csak évszázadokkal később vezette a római katolikus egyház). Ad Constantium Augustum című két könyvében (355 körül) ellenezte II. Constantius római császárnak az ariánusokat támogató egyházpolitikáját, ezért a császár 356-ban Phrügiába száműzte. Innen 360-ban tért haza, s folytatta harcát az ariánus eretnekség ellen, ezért a Malleus Arianorum (’az ariánusok kalapácsa’) nevet kapta. Teológiai művei közül a fontosabbak: a tizenkét kötetes De Trinitate (’A Szentháromságról’) és az ariminiumi zsinatra írt De Synodis (’A zsinatról’). Történelmi munkái közül magyarországi vonatkozása miatt érdekes a Liber adversus Valentem ez Ursacium (’Könyv Valens és Ursacius ellen’), amely két pannóniai püspök ellen íródott.

## Művei
- Ad Abram Filiam Suam

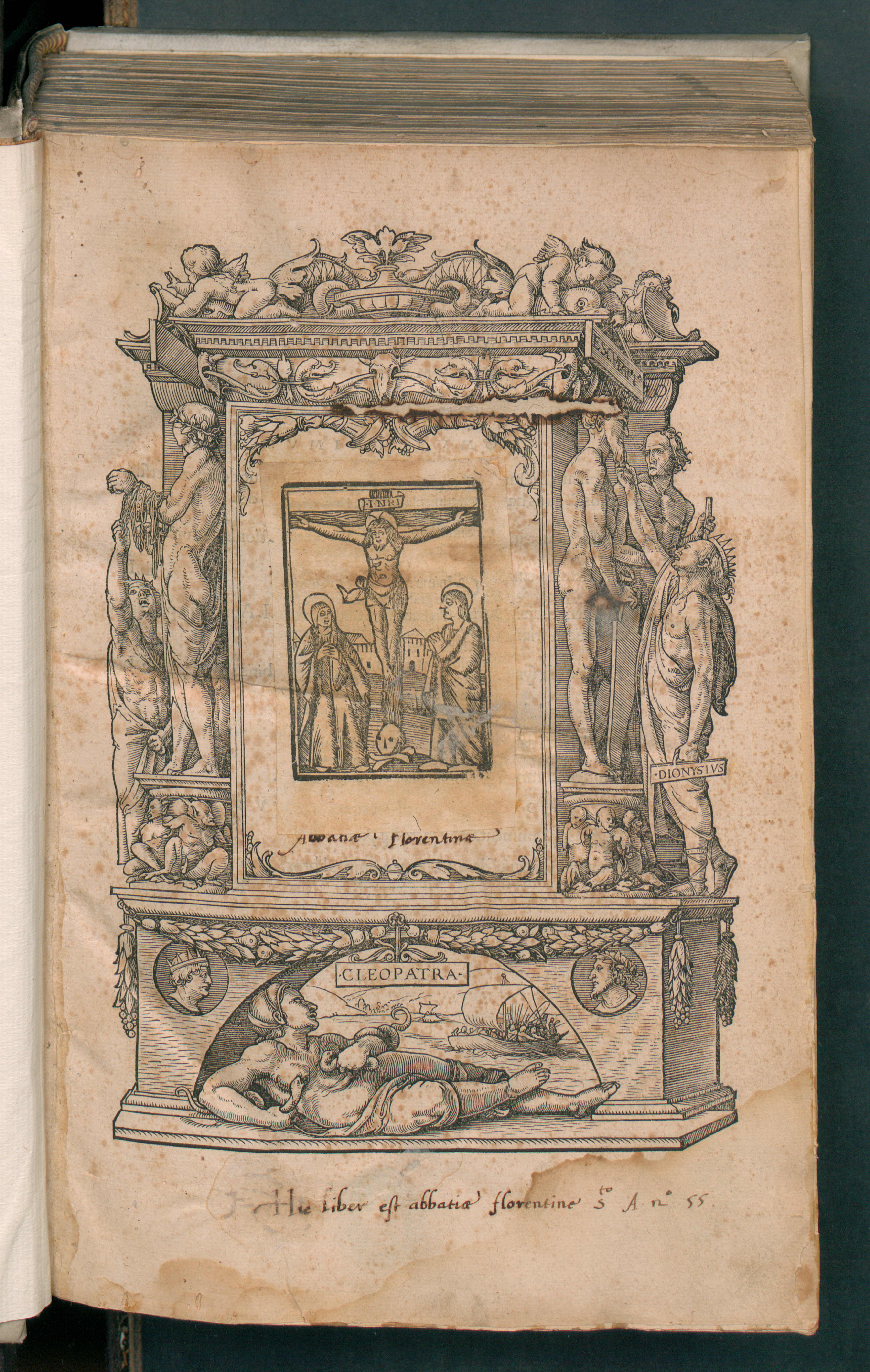
Lucubrationes, 1523

- Ad Constantinum Augustum Liber Primus
- Ad Constantinum Augustum Liber Secundus
- Apologetica ad Reprehensores Libri de Synodis Responsa
- Contra Arianos
- Contra Constantinum Imperatorem Liber Unus
- De Essentia Patris et Filii Contra Haereticos
- De Trinitate Libri Duodecim
- Epistola Seu Libellus
- Fragmenta Ex Libro Provinciae Aquitaniae
- Hymnus Filiae Suae Abrae Missus
- Hymnus Hylario Perperam Tributus
- In Evangelium Matthaei Commentarius
- Liber de Patris et Filii Unitate
- Liber de Synodis Seu de Fide Orientalium
- Nonnulla de Libris Aliis ad Constantinum Praelibantur
- Psalmorum XV, XXXI et XLI Interpretatio
- Sermo de Dedicatione Ecclesiae Cumptus Pictavis
- Tractatus Super Psalmos
- Vita A Fortunato Scripta
- Vita Auctore Hieronymo
- Vita Operaque. Notitia Litteraria
- Vita Operaque. Selecta Veterum Testimonia
- Vita Operaque. Syllabus Manuscriptorum et Codicum
- Vita Operaque. Unde Obscurus Sit Hilarii Sermo
- Vita Operaque Ex Ipsius Scriptis

## Magyarul megjelent művei
- Himnusz a Szentháromságról In: Sík Sándor: Himnuszok könyve, Szent István Társulat, Budapest, 1943, 49–53. o.
- Szent Hilarius hajnali éneke Krisztus életéről In: Babits Mihály: Amor Sanctus – A középkor latin himnuszai, Magyar Szemle Társaság, Budapest, 1933, 40–46. o.